# Игълхоук Нек
Игълхоук Нек (на английски: Eaglehawk Neck) е тесен провлак, свързващ полуостров Тасман с основната част на остров Тасмания в Австралия. Той има дължина около 400 m и ширина в най-тясната си част – по-малко от 30 m.
Игълхоук Нек е единственият достъп по суша до полуостров Тасман. През 19 век, когато на полуострова се намира британският затвор Порт Артър, провлакът е силно охраняван от войници и кучета, за да предотврати бягството на затворници. Известният бушрейнджър Мартин Кеш също е сред правилите опити да преминат оттам.
Днес Игълхоук Нек е популярно място за разходки в околностите на град Хобарт. Плажът се използва за каране на сърф, а в близост до провлака се намират няколко интересни скални образувания – Мозаечната настилка, Тасмановата арка, Кухнята на дявола.